# Erebus maurus
Erebus maurus är en fjärilsart som beskrevs av M.Gaede 1917. Erebus maurus ingår i släktet Erebus och familjen nattflyn. Inga underarter finns listade i Catalogue of Life.